# Slaves Shall Serve
Slaves Shall Serve – piąty minialbum grupy muzycznej Behemoth. Wydawnictwo ukazało się 20 października 2005 roku nakładem szwedzkiej wytwórni muzycznej Regain Records w ściśle limitowanym nakładzie 5000 sztuk. W Stanach Zjednoczonych płyta ukazała się 7 lutego 2006 roku nakładem wytwórni muzycznej Century Media Records. W przeciągu tygodnia od dnia premiery w USA minialbum sprzedał się w nakładzie 500 egzemplarzy. 
Utwory 1-4 zostały zarejestrowane podczas sesji nagraniowej albumu Demigod na przełomie lipca i sierpnia 2004 roku w lubelskich Hendrix Studios. Nagrania 5 oraz 6 zarejestrowano podczas występu zespołu na Sweden Rock Festival w 2005 roku. Tytuł albumu to cytat pochodzący z Księgi Prawa napisanej przez Aleistera Crowleya. 

## Lista utworów
Opracowano na podstawie materiału źródłowego.
| Nr | Tytuł utworu                                           | Słowa               | Muzyka                        | Długość |
| -- | ------------------------------------------------------ | ------------------- | ----------------------------- | ------- |
| 1. | „Slaves Shall Serve”                                   | Krzysztof Azarewicz | Adam Darski                   | 3:05    |
| 2. | „Entering the Pylon ov Light”                          | Krzysztof Azarewicz | Adam Darski                   | 3:42    |
| 3. | „Penetration (cover The Nefilim)”                      | Carl McCoy          | McCoy, Houchin, Miles, Rippin | 3:10    |
| 4. | „Until You Call on the Dark (cover Danzig)”            | Glenn Danzig        | Glenn Danzig                  | 4:26    |
| 5. | „Demigod (Live)”                                       | Adam Darski         | Adam Darski                   | 3:22    |
| 6. | „Slaves Shall Serve (Live)”                            | Krzysztof Azarewicz | Adam Darski                   | 3:27    |
| 7. | „Slaves Shall Serve (Teledysk)”                        | Krzysztof Azarewicz | Adam Darski                   | 3:05    |
| 8. | „Slaves Shall Serve (Teledysk w wersji ocenzurowanej)” | Krzysztof Azarewicz | Adam Darski                   | 3:05    |
|    |                                                        |                     |                               | 27:22   |

## Twórcy
Opracowano na podstawie materiału źródłowego.
| Zespół Behemoth w składzie - Adam "Nergal" Darski – wokal prowadzący, gitara, gitara akustyczna, syntezator, programowanie, produkcja muzyczna - Tomasz "Orion" Wróblewski – gitara basowa, wokal wspierający - Zbigniew "Inferno" Promiński – perkusja oraz - Patryk "Seth" Sztyber – gitara, wokal wspierający | Produkcja - Arkadiusz Malczewski – inżynieria dźwięku, miksowanie - Daniel Bergstrand – miksowanie (utwór 1) - Grzegorz Piwkowski – mastering (utwory 2-6) - Thomas Eberger – mastering (utwór 1) - Tomasz "Graal" Daniłowicz – okładka, oprawa graficzna - Shelley Jambresic – zdjęcia |

## Wydania
| Rok  | Nr katalogowy  | Format            | Wytwórnia             | Region            | Źródło |
| ---- | -------------- | ----------------- | --------------------- | ----------------- | ------ |
| 2005 | RR 081, RR 097 | CD, Enh, EP       | Regain Records        | Europa            | [ 5 ]  |
| 2005 | RRLP 097       | 12", EP           | Regain Records        | Europa            | [ 5 ]  |
| 2006 | CMR 8253-2     | CD, Enh, Ltd, Dig | Century Media Records | Stany Zjednoczone | [ 5 ]  |